# Clairavaux
Clairavaux est une commune française située dans le département de la Creuse en région Nouvelle-Aquitaine.

## Géographie

### Généralités

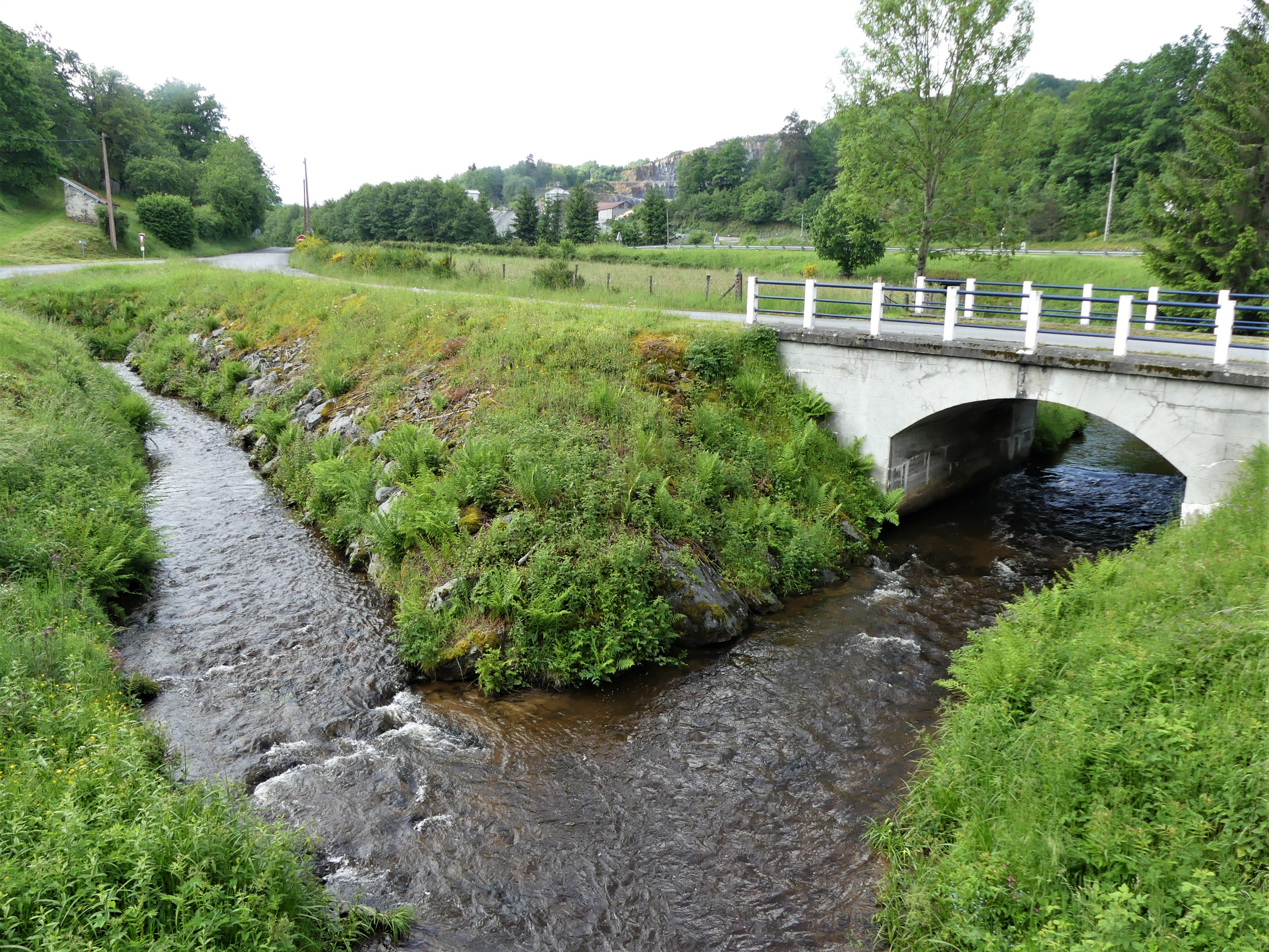
Le confluent de la Creuse (venant de la droite) et du ruisseau du Breuil, au lieu-dit les Trois Ponts.

Clairavaux est une commune du sud de la Creuse, arrosée par la rivière du même nom, à mi-chemin entre Felletin (au nord) et La Courtine (au sud). Elle est desservie par les routes départementales 23, 31 et 982.
S'étendant sur de 27,55 km2, elle est incluse dans le parc naturel régional de Millevaches en Limousin. L'altitude minimale, 595 mètres, se trouve localisée à l'extrême nord-ouest, là où la Creuse quitte la commune et entre sur celle de Croze. L'altitude maximale avec 876 mètres est située au sud-est, près du territoire communal du Mas-d'Artige.

### Communes limitrophes
Clairavaux est limitrophe de sept autres communes.
|         | Croze           | Poussanges       |
| Gioux   | Clairavaux      | Magnat-l'Étrange |
| Féniers | Le Mas-d'Artige | La Courtine      |

### Climat
Pour des articles plus généraux, voir Climat de la Nouvelle-Aquitaine et Climat de la Creuse.
Historiquement, la commune est exposée à un climat montagnard.  
En 2020, Météo-France publie une typologie des climats de la France métropolitaine dans laquelle la commune est exposée à un climat de montagne et est dans la région climatique  Ouest et nord-ouest du Massif Central, caractérisée par une pluviométrie annuelle de 900 à 1 500 mm, maximale en automne et en hiver.
Pour la période 1971-2000, la température annuelle moyenne est de 9,1 °C, avec  une amplitude thermique annuelle de 14,9 °C. Le cumul annuel moyen de précipitations est de 1 233 mm, avec 13,9 jours de précipitations en janvier et 8,5 jours en juillet. Pour la période 1991-2020, la température moyenne annuelle observée sur la station météorologique la plus proche, située sur la commune de Felletin à 11 km à vol d'oiseau, est de 10,4 °C et le cumul annuel moyen de précipitations est de 969,0 mm,. Pour l'avenir, les paramètres climatiques de la commune estimés pour 2050 selon différents scénarios d’émission de gaz à effet de serre sont consultables sur un site dédié publié par Météo-France en novembre 2022.

## Urbanisme

### Typologie
Au 1er janvier 2024, Clairavaux est catégorisée commune rurale à habitat très dispersé, selon la nouvelle grille communale de densité à 7 niveaux définie par l'Insee en 2022.
Elle est située hors unité urbaine et hors attraction des villes,.

### Occupation des sols
L'occupation des sols de la commune, telle qu'elle ressort de la base de données européenne d’occupation biophysique des sols Corine Land Cover (CLC), est marquée par l'importance des forêts et milieux semi-naturels (73,5 % en 2018), une proportion sensiblement équivalente à celle de 1990 (74,2 %). La répartition détaillée en 2018 est la suivante : 
forêts (71,7 %), prairies (21,7 %), zones agricoles hétérogènes (3,8 %), milieux à végétation arbustive et/ou herbacée (1,7 %), mines, décharges et chantiers (0,9 %), zones humides intérieures (0,1 %). L'évolution de l’occupation des sols de la commune et de ses infrastructures peut être observée sur les différentes représentations cartographiques du territoire : la carte de Cassini (XVIIIe siècle), la carte d'état-major (1820-1866) et les cartes ou photos aériennes de l'IGN pour la période actuelle (1950 à aujourd'hui).

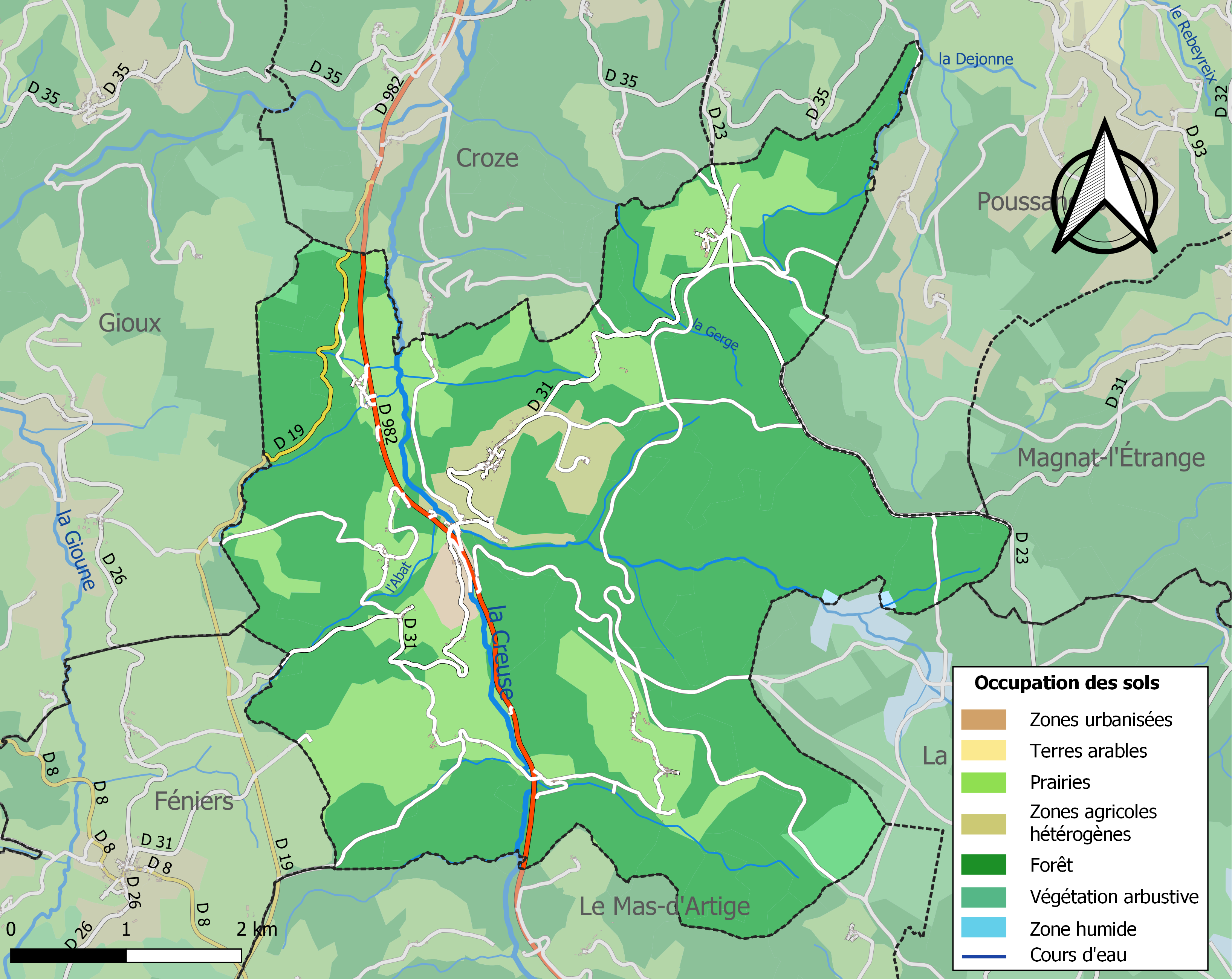
Carte des infrastructures et de l'occupation des sols de la commune en 2018 (CLC).

### Villages, hameaux et lieux-dits
Outre le bourg de Clairavaux proprement dit, le territoire se compose d'autres villages ou hameaux, ainsi que de lieux-dits :
- Abat
- Barbateix
- Bauvy
- les Bessardes
- Bois des Combes
- Bois de Coussales
- Bois de la Drouille
- Bois de l'Étang
- Bois des Filles
- Bois de Lichoses
- Bois de la Morture
- Bois du Suc
- Bois des Ternes
- Bois des Trembles
- Bois des Vergnes
- Boucheresse
- Brande Sabrat
- Branges
- les Brulés
- le Chatenier
- Chavanat
- les Combes de l'Arbre
- Étang du Barbadeix
- Forêt de Clairavaux
- la Gare
- les Gasnes
- le Grand Puy
- Laveix
- Linard
- Louzelergue
- les Madeix Lavèrie
- les Martagoules
- les Mazeaux
- Mendrin
- la Morneix
- Mortefond
- le Moulin de Louzelergue
- Moulin de Pralard
- le Moulin Rouge
- Paudrat
- les Plaines
- les Pradeaux
- Puy de Béole
- Puy des Bourdayas
- Puy du Bournadeix
- Puy des Gouttes
- Puy du Mas
- Puy de la Pointe Rouge
- Puy de la Roche
- Puy des Vergnes
- Raynaud
- la Révolte
- les Rieux
- les Sagnes
- la Sauzière
- le Soulier
- les Trois Ponts
- Teix
- Tralaigue
- la Trimouille.

#### Transports en commun
- Réseau TransCreuse

### Risques majeurs
Le territoire de la commune de Clairavaux est vulnérable à différents aléas naturels : météorologiques (tempête, orage, neige, grand froid, canicule ou sécheresse) et séisme (sismicité très faible). Il est également exposé à un risque particulier : le risque de radon. Un site publié par le BRGM permet d'évaluer simplement et rapidement les risques d'un bien localisé soit par son adresse soit par le numéro de sa parcelle.

#### Risques naturels

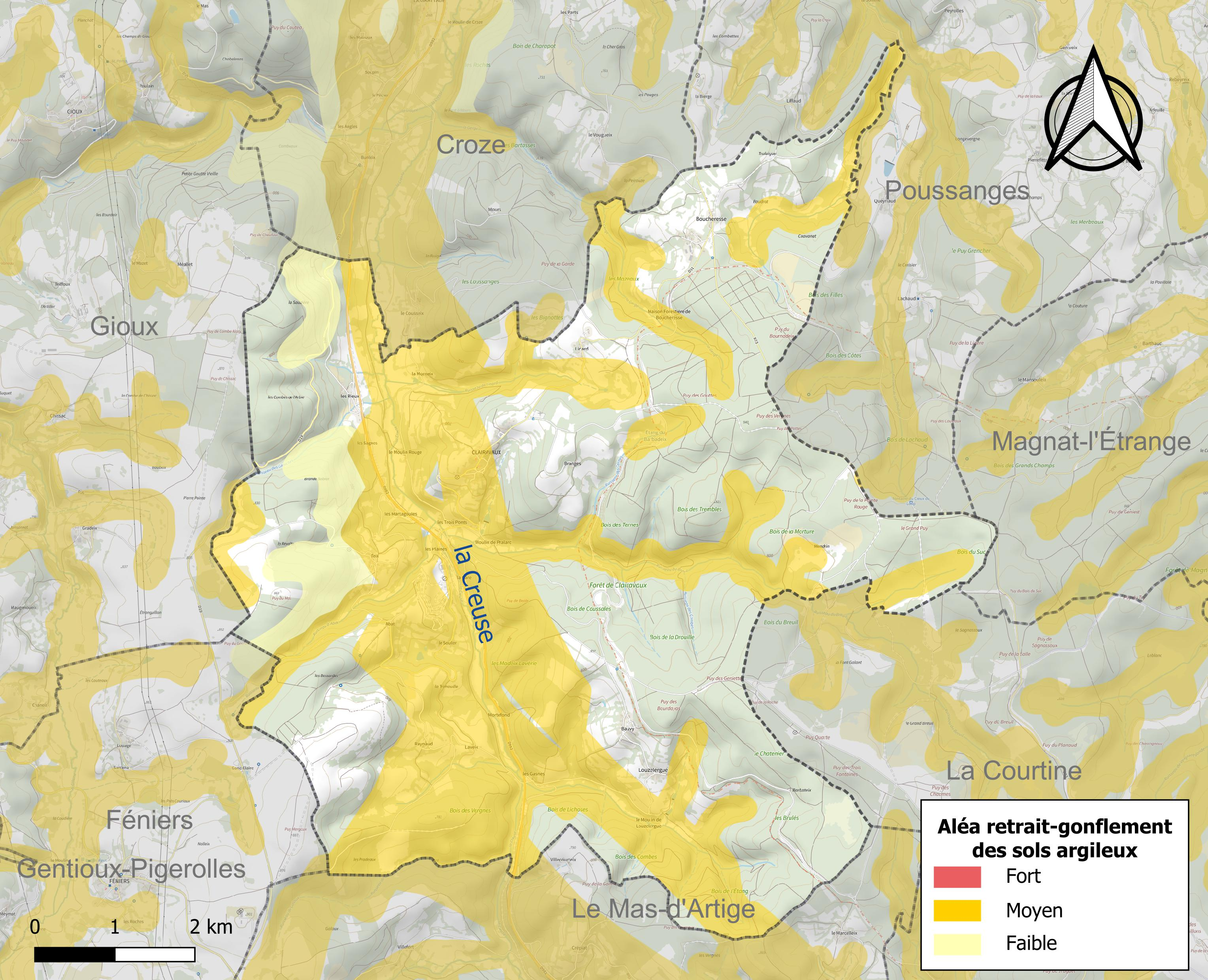
Carte des zones d'aléa retrait-gonflement des sols argileux de Clairavaux.

Le retrait-gonflement des sols argileux est susceptible d'engendrer des dommages importants aux bâtiments en cas d’alternance de périodes de sécheresse et de pluie. 44,3 % de la superficie communale est en aléa moyen ou fort (33,6 % au niveau départemental et 48,5 % au niveau national). Sur les 140 bâtiments dénombrés sur la commune en 2019, 83 sont en aléa moyen ou fort, soit 59 %, à comparer aux 25 % au niveau départemental et 54 % au niveau national. Une cartographie de l'exposition du territoire national au retrait gonflement des sols argileux est disponible sur le site du BRGM,.
Par ailleurs, afin de mieux appréhender le risque d’affaissement de terrain, l'inventaire national des cavités souterraines permet de localiser celles situées sur la commune.
La commune a été reconnue en état de catastrophe naturelle au titre des dommages causés par les inondations et coulées de boue survenues en 1982 et 1999. Concernant les mouvements de terrains, la commune a été reconnue en état de catastrophe naturelle au titre des dommages causés par des mouvements de terrain en 1999.

#### Risque particulier
Dans plusieurs parties du territoire national, le radon, accumulé dans certains logements ou autres locaux, peut constituer une source significative d’exposition de la population aux rayonnements ionisants. Certaines communes du département sont concernées par le risque radon à un niveau plus ou moins élevé. Selon la classification de 2018, la commune de Clairavaux est classée en zone 3, à savoir zone à potentiel radon significatif.

## Histoire
Dans les premières années de la Révolution, les communes de Boucheresse et de Clairavaux (Franc-Alleu) fusionnent avec Clairavaux.
Le 14 juillet 1944 a meurtri l'histoire du village. Des jeunes résistants d'Aubusson, récemment libérés du joug allemand, ont défilé, drapeau français en tête. Une division de la Wehrmacht positionnée sur la route de Clairavaux les a abattus. Les corps de ces soldats de l'ombre ont été exposés à l'église du village. Chaque 14 juillet, une commémoration en relate le souvenir.

## Politique et administration

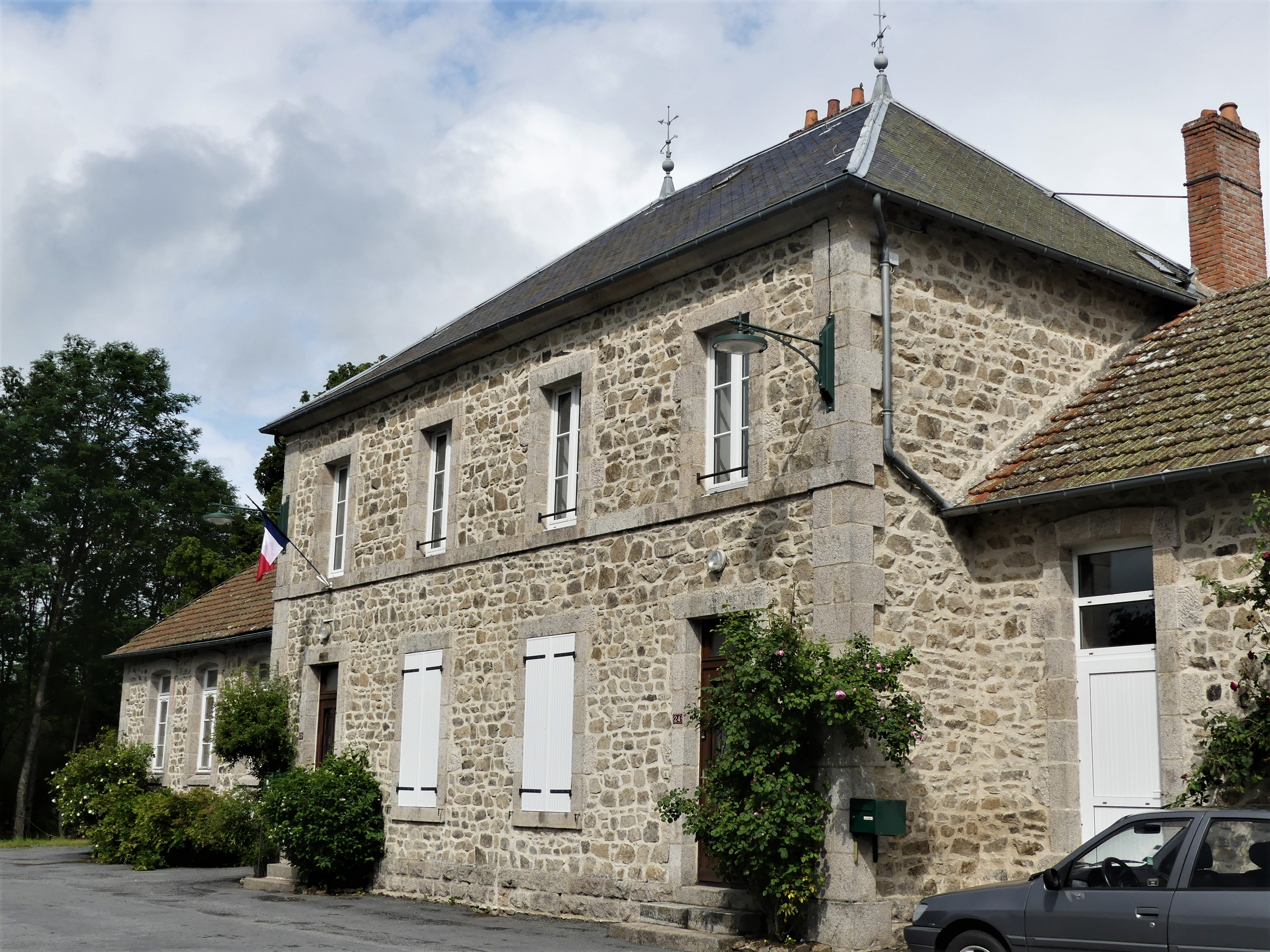
La mairie en 2018.

| Période                                  | Période  | Identité             | Étiquette             | Qualité                                           |
| ---------------------------------------- | -------- | -------------------- | --------------------- | ------------------------------------------------- |
| Les données manquantes sont à compléter. |          |                      |                       |                                                   |
|                                          |          |                      |                       |                                                   |
| 1880                                     | 1904     | Hypollythe Desfemmes |                       |                                                   |
| 1904                                     | 1944     | Maurice Labas        |                       |                                                   |
| 1944                                     | 1953     | Marcel Lecout        |                       | Meunier et cultivateur                            |
| 1953                                     | 1958     | Anselme Florand      | SFIO                  | Cultivateur et expert agricole Député (1950-1956) |
| 1959                                     | 1977     | Anselme Florand      | PSA puis PSU puis DVG | Cultivateur et expert agricole                    |
| 1977                                     | 2014     | René Forest          | SE                    | Agriculteur                                       |
| mars 2014 (réélue en mai 2020)           | En cours | Laurence Boyer       | SE                    | Employée                                          |

## Démographie
L'évolution du nombre d'habitants est connue à travers les recensements de la population effectués dans la commune depuis 1793. Pour les communes de moins de 10 000 habitants, une enquête de recensement portant sur toute la population est réalisée tous les cinq ans, les populations de référence des années intermédiaires étant quant à elles estimées par interpolation ou extrapolation. Pour la commune, le premier recensement exhaustif entrant dans le cadre du nouveau dispositif a été réalisé en 2004.

En 2022, la commune comptait 151 habitants, en évolution de −3,21 % par rapport à 2016 (Creuse : −3,32 %, France hors Mayotte : +2,11 %).
| 1793 | 1800 | 1806 | 1821 | 1831 | 1836 | 1841 | 1846 | 1851 |
| ---- | ---- | ---- | ---- | ---- | ---- | ---- | ---- | ---- |
| 777  | 658  | 706  | 738  | 825  | 798  | 838  | 857  | 870  |

| 1856 | 1861 | 1866 | 1872 | 1876 | 1881 | 1886 | 1891 | 1896 |
| ---- | ---- | ---- | ---- | ---- | ---- | ---- | ---- | ---- |
| 838  | 778  | 692  | 772  | 767  | 790  | 812  | 815  | 746  |

| 1901 | 1906 | 1911 | 1921 | 1926 | 1931 | 1936 | 1946 | 1954 |
| ---- | ---- | ---- | ---- | ---- | ---- | ---- | ---- | ---- |
| 780  | 681  | 668  | 561  | 512  | 513  | 417  | 372  | 347  |

| 1962 | 1968 | 1975 | 1982 | 1990 | 1999 | 2004 | 2006 | 2009 |
| ---- | ---- | ---- | ---- | ---- | ---- | ---- | ---- | ---- |
| 298  | 247  | 204  | 148  | 171  | 152  | 159  | 155  | 155  |

| 2014 | 2019 | 2022 | - | - | - | - | - | - |
| ---- | ---- | ---- | - | - | - | - | - | - |
| 154  | 155  | 151  | - | - | - | - | - | - |

## Économie

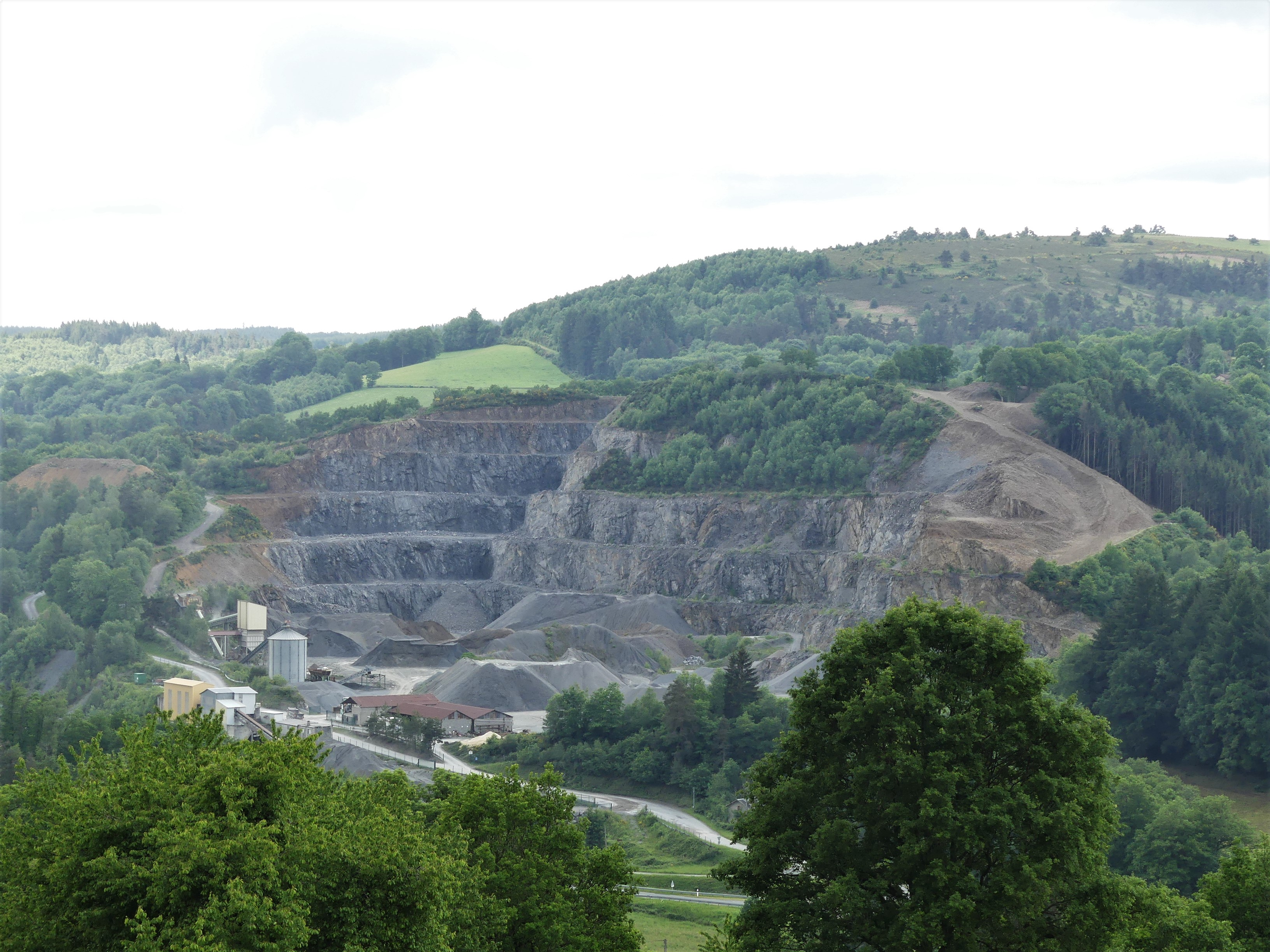
La carrière de gneiss de Clairavaux.

Une carrière de gneiss est exploitée sur le territoire communal.

## Culture locale et patrimoine

### Lieux et monuments
- Église Saint-Roch-et-de-l'Assomption-de-Notre-Dame, du XIIe siècle, classée au titre des monuments historiques en 1957[25].
- Croix grande, croix de carrefour classée au titre des monuments historiques en 1920[26].
- Au lieu-dit les Trois Ponts, stèle des soldats de l'ombre tués par la Wehrmacht le 14 juillet 1944.
- Boucheresse, village et ancienne paroisse de l'ordre de Saint-Jean de Jérusalem, membre de la commanderie de Féniers[27].
- Église Sainte-Anne-et-Saint-Louis de Boucheresse[28].

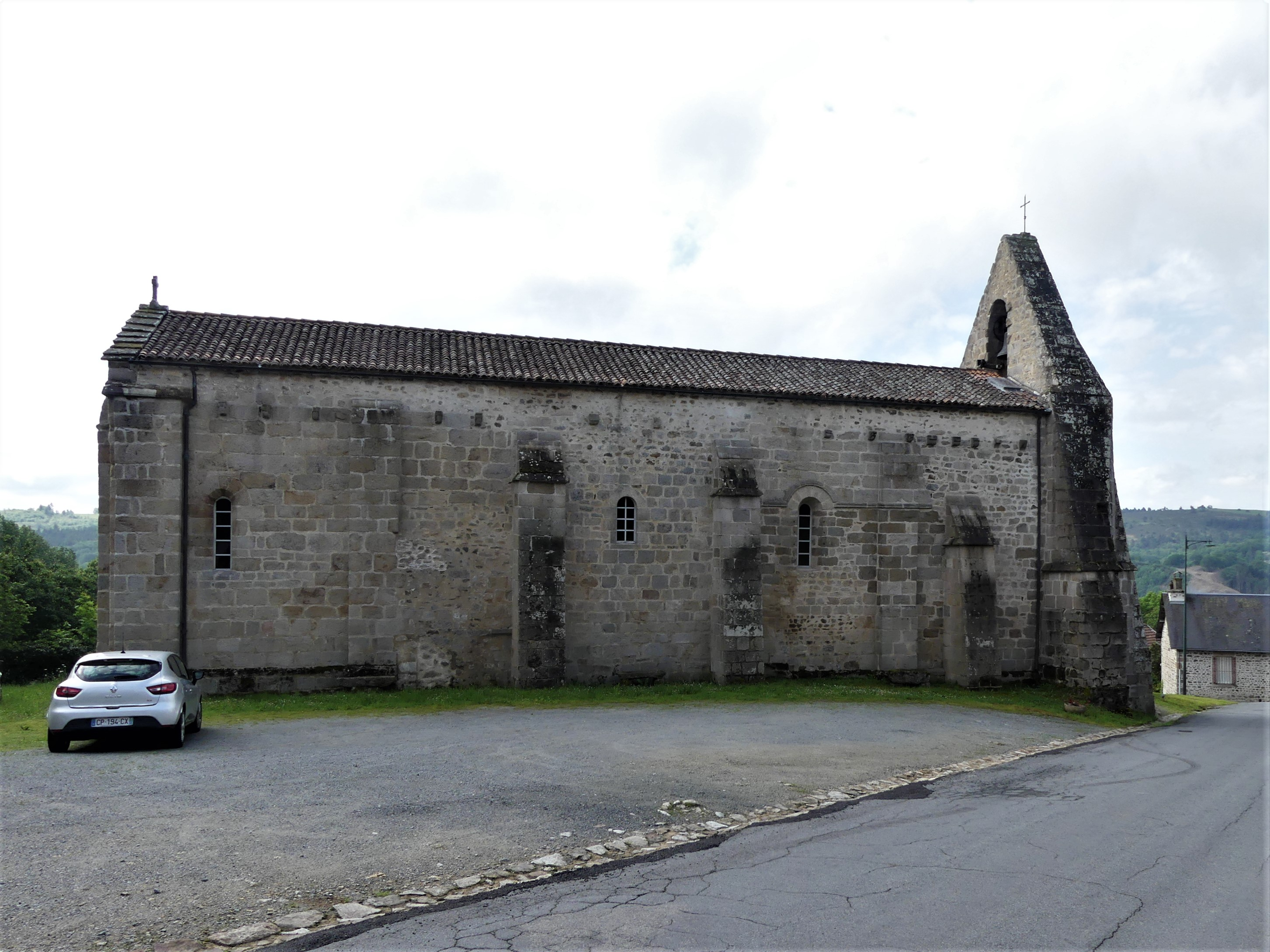
La façade nord de l'église.
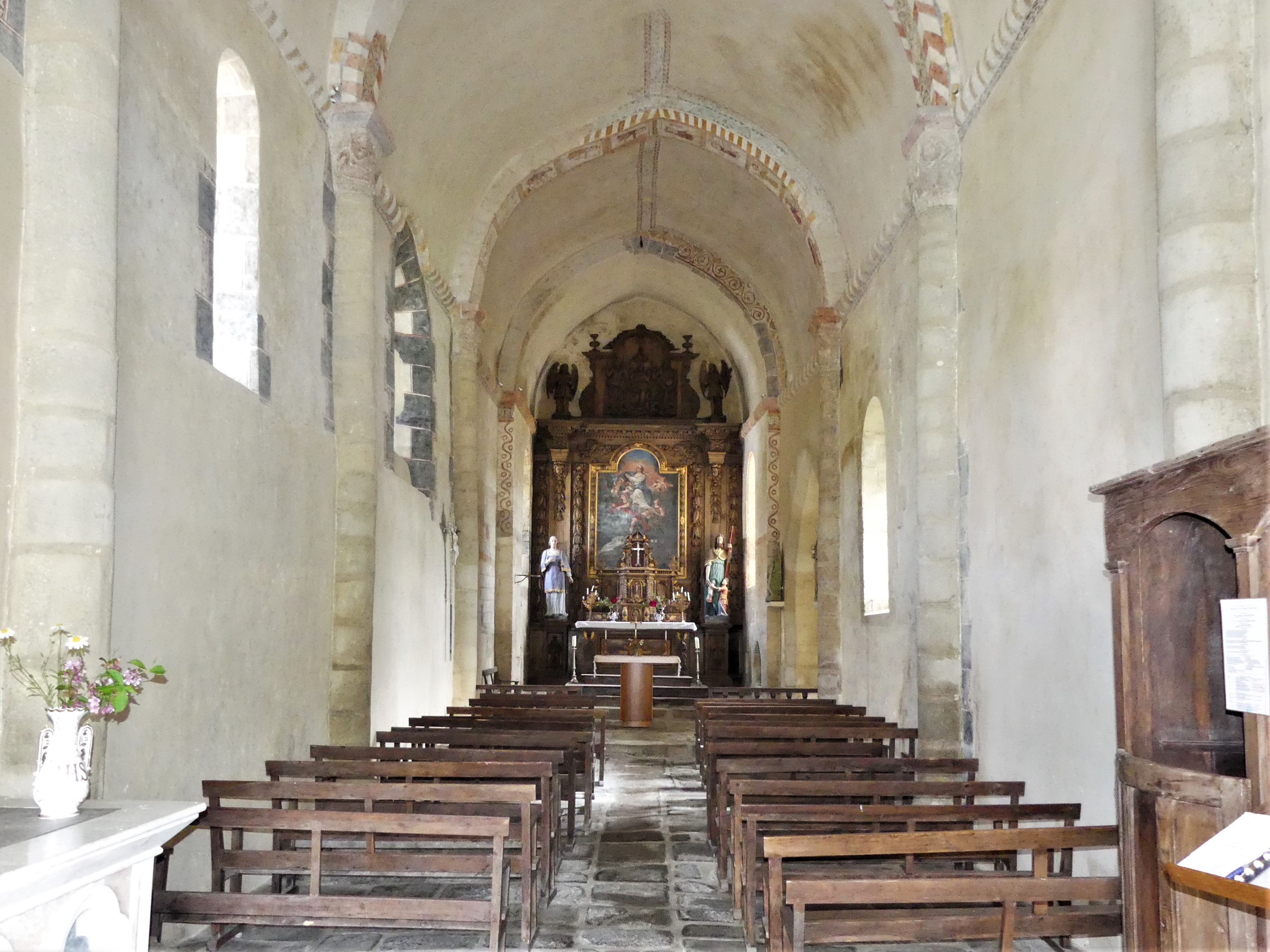
Sa nef.
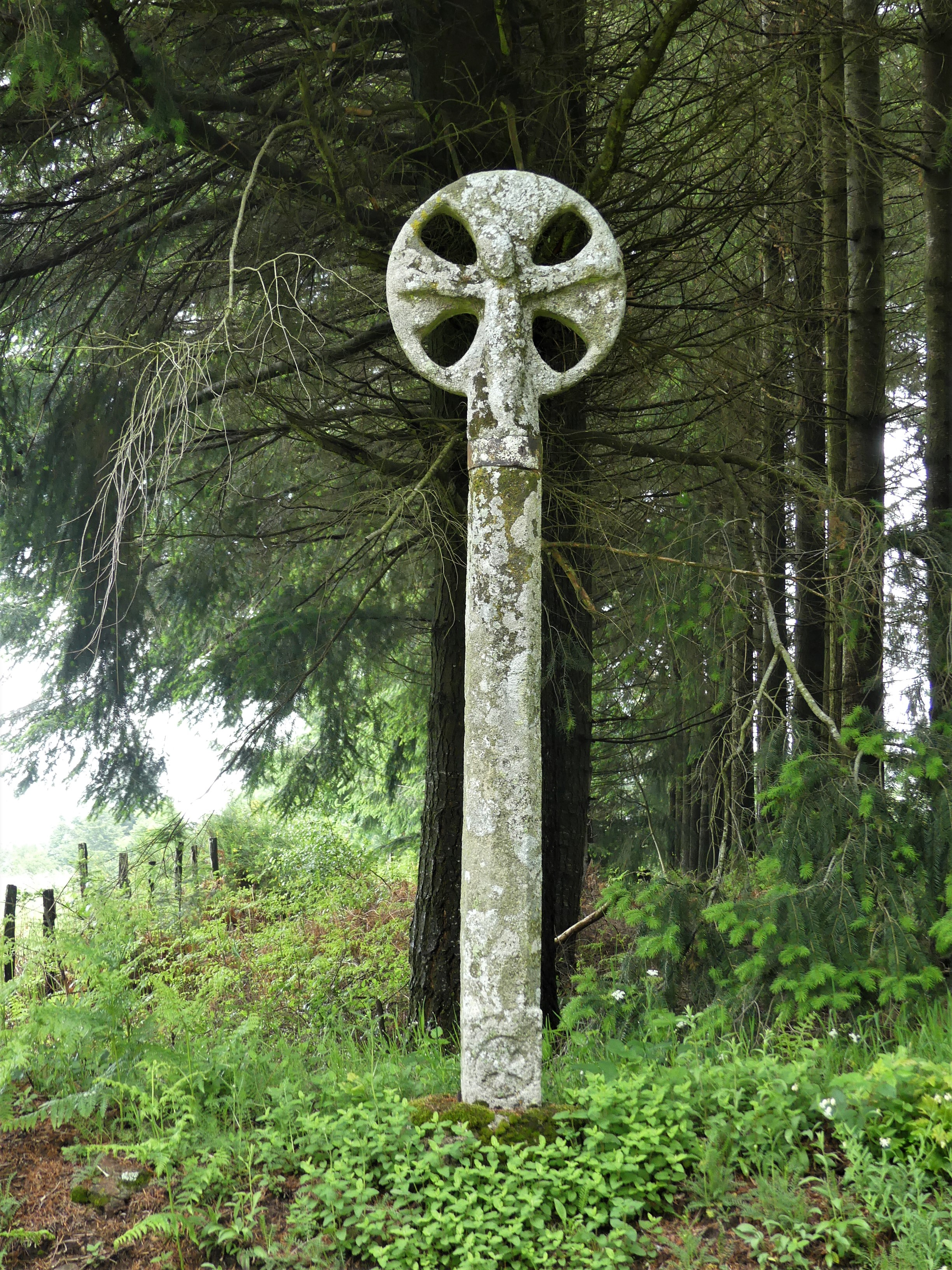
La croix grande.
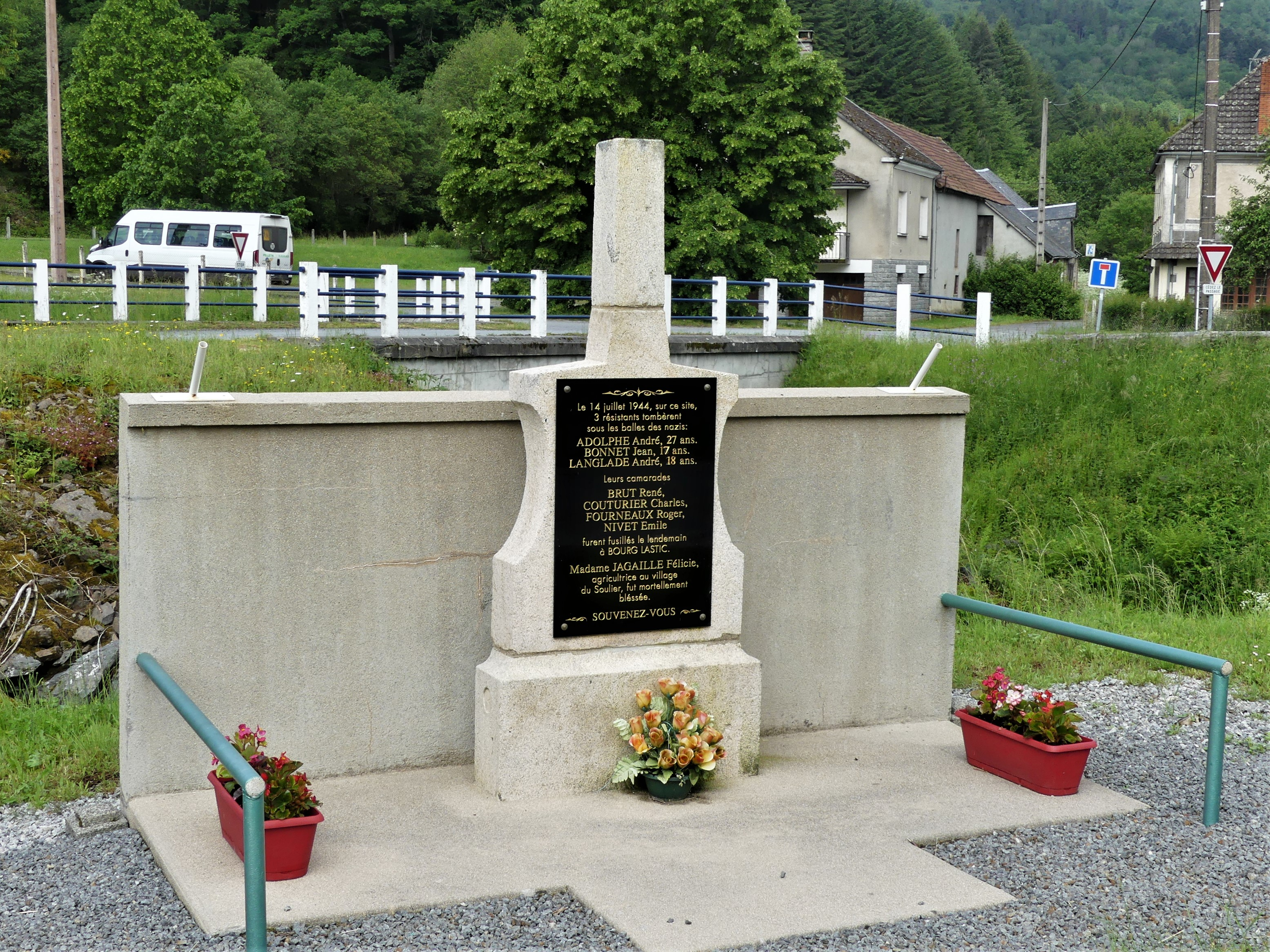
La stèle commémorative des résistants morts le 14 juillet 1944.

### Personnalités liées à la commune
- Anselme Florand (1902-1991), natif de Clairavaux et député SFIO de la Creuse entre 1950 et 1955, surnommé le « député paysan »[29].

## Héraldique
| Blason de Clairavaux | Blason  | Parti coupé ondé : au 1 d'azur à un soleil non figuré d'or, chaussé d'argent; au 2 de gueules à trois croix de Lorraine d'argent; au 3 de sinople à une feuille de chêne d'or posée en bande; au 4 d'argent à la croix de Malte de gueules. |
| Blason de Clairavaux | Détails | Créé par JF Binon. Sur site commune, 2023 |